# Gobius agulhensis
Gobius agulhensis és una espècie de peix de la família dels gòbids i de l'ordre dels perciformes.

## Morfologia
Els mascles poden assolir els 7,5 cm de longitud total.

## Distribució geogràfica
Es troba a Sud-àfrica (des d'East London fins al Cap de Bona Esperança).